# Волнат Гроув (Џорџија)
Волнат Гроув (Џорџија) (енгл. Walnut Grove) град је у америчкој савезној држави Џорџија. По попису становништва из 2010. у њему је живело 1.330 становника.

## Демографија
Према попису становништва из 2010. у граду је живело 1.330 становника, што је 89 (7,2%) становника више него 2000. године.
| Група             | 2000.         | 2010.         |
| Белци             | 1.161 (93,6%) | 1.176 (88,4%) |
| Афроамериканци    | 33 (2,7%)     | 70 (5,3%)     |
| Азијати           | 17 (1,4%)     | 9 (0,7%)      |
| Хиспаноамериканци | 14 (1,1%)     | 46 (3,5%)     |
| Укупно            | 1.241         | 1.330         |